# Jełszanka (rejon siergijewski)
Jełszanka (ros. Елшанка) – wieś (sieło) w Rosji, w obwodzie samarskim, w rejonie siergijewskim. W 2010 liczyła 515 mieszkańców.